# 冠仁
冠仁（かんじ、1974年12月20日 - ）は、日本の俳優。
円盤ライダー 2号
生年月日　1974年12月20日
出身地　　　東京都
血液型　　　A型
星　座　　　射手座
最終学歴　東京理科大学理学部第一部応用数学科卒業
趣　味　　　クラシックバレエ、日本舞踊、お酒
特　技　　　バドミントン

## 主な出演作品
- 2005年 2月　Attic Theater　「チキンフライ」作・古屋純一　演出・黒川竹春　中野ザ・ポケット

4月　ククルカン　「シナモン」作・演　加東航　大塚萬スタジオ
6月　ブラジル 　「偽装/辻褄」作・演　ブラジリィー・アン・山田　下北沢offoffシアター
- 2006年 3月　円盤ライダー　「センチな春」作・演　菅野臣太朗　代官山 未来画廊

5月　シアトル劇団子　「君とボク」作・演　石山英憲　紀伊国屋ホール
- 2007年 5月　劇団チャリT企画　「アメリカをやっつける話」作・演　楢原拓　王子小劇場

8月　パーマ企画　「警泥2007」作・門肇　演出・小林ともゆき　大塚萬スタジオ
8月　円盤ライダー　「仕込んでいこう！」作・演　菅野臣太朗　BOXinBOX Theater
10月　sunny side walker　「籠釣瓶花街酔醒」作・山元清多　演・西沢栄治　新宿シアターブラッツ
11月　劇団チャリT企画　「ときめき都内」作・演　楢原拓　下北沢offoffシアター
- 2008年 4月　チームブラック　「コラボレーション」作・演　四方田祐輔　下北沢offoffシアター

11月　elevatorservice　「おーい！竜馬」原作・武田鉄矢　演・西村大佑　シアターサンモール
12月　円盤ライダー　「shakeな夜！」作・演　菅野臣太朗　上野毛＠quos
- 2009年 3月　劇団チャリT企画　「12人のそりゃ恐ろしい日本人」作・演　楢原拓　下北沢offoffシアター

8月　円盤ライダー　「time」作・演　四方田祐輔　上野毛＠quos
11月　春のパン祭り　「東京センチメンタル」作・石山英憲　演・山崎パン祭り　池袋GEKIBA
- 2010年 2月　円盤ライダー　「W氏の帰れない夜」作・演　西田シャトナー　上野毛＠quos

10月　円盤ライダー　「東京バーグ」作・演　御笠ノ忠次　東京バーグ
- 2011年 1月　靖二「ソムリエ」作・演　宍倉靖二　BASE Theater

2月　円盤ライダー　「東京バーグ2」作・演　御笠ノ忠次　東京バーグ
4月　北京蝶々　「パラリンピックレコード」作・大塩哲史　演出・中屋敷法仁　シアタートラム
6月　アリー・エンターテイメント プロデュース公演　「バラしていこう！！」作・演　菅野臣太朗　池袋シアターグリーンBIG TREE THEATER
8月　円盤ライダー　「仕込んでいこう！？」作・菅野臣太朗 演出：キタムラトシヒロ　新宿スペース107
10月　レトロノート　「本日のお日柄は〜I'm home! Welcome home!〜」作：小林佐千絵　　演出：中村公平　　中野　ザ・ポケット
- 【TV】

2005年　テレビ朝日「スマステーション」
2007年　テレビ東京「おはスタ」
2008年　日本テレビ「栞と紙魚子の怪奇事件簿」第5話
2008年　日本テレビ「誰も知らない泣ける歌SP」（坂本九役）
2010年　NHK「ゲゲゲの女房」ガーデン編集部員役
- 【CM】

2010年　サントリー「トリスハイボール」TVCF　酒場篇 
- 【WEB】

2008年　R25.jp 特別WEBコンテンツ　出演
2009年　benesse「プラスi」WEBコンテンツ（数学）
2009年　クーポンランド「店長応援キャンペーン」バイラル広告　店長役
- 【インフォマーシャル】

2010年　テレビ朝日系「検事・鬼島平八郎」